# Ritmix
Ritmix — корейський бренд електронної техніки. Компанія Ritmix була створена на початку 2000-х років групою молодих корейських інженерів.

## Історія
У 2001 році компанія починала з mp3-плеєрів, до другого ж десятиліття XXI століття бренд Ritmix розширив свою сферу інтересів до практично всього спектру цифрової електроніки: від навушників і диктофонів до GPS-навігаторів та електронних книг.
Через кілька років компанія стала випускати і реалізовувати різноманітну цифрову електронну техніку.
У 2006 році торгова марка Ritmix з'явилася на російському ринку електроніки. У 2012 році в Україні з'явився офіційний представник виробника цифрової електроніки Ritmix Україна. Крім цього, компанія Ritmix Україна має власний авторизований сервісний центр у місті Києві.
Компанія випускає mp3-плеєри, FM-трансмітери, електронні рідери, ігрові консолі, відеореєстратори та ін.